# Point (score)
Pour les articles homonymes, voir Point.
 (février 2024).
Si vous disposez d'ouvrages ou d'articles de référence ou si vous connaissez des sites web de qualité traitant du thème abordé ici, merci de compléter l'article en donnant les références utiles à sa vérifiabilité et en les liant à la section « Notes et références ».
Le point est une unité de mesure d'un score dans un sport ou dans un jeu.

## Points et marque
Un point peut être marqué de manière différente selon les sports ou les jeux, cette manière est définie dans les règles. En général, certains événements rapportent un ou des points comme un but au football, qui vaut un point.

## Points et victoire
Dans la plupart des jeux, la victoire revient au joueur, à l'équipe ou au concurrent qui a marqué le plus de points. On dit qu'il a le plus fort score. Dans certains jeux, comme à la belote, les joueurs parient en début de manche sur le nombre de points qu'ils vont réaliser. Si en fin de manche ils ont réalisé un score supérieur ou égal à la valeur de leur pari, ils gagnent la manche. Dans le cas contraire ils la perdent. On parle aussi de « contrat ».

## Exemples

### En sport
- Au baseball, les joueurs marquent des points en touchant tous aux 4 buts. Les joueurs marquent aussi des points produits.
- Au basket-ball, un panier peut compter 2 ou 3 points, lorsqu'une faute est commise par le défenseur de l'équipe adverse sur un attaquant en situation de tir, cela donne droit à des lancers-francs (de un à trois selon la situation) valant un point chacun s'ils sont inscrits.
- En football, un point est marqué par une équipe quand elle marque un but.
- En hockey sur glace, un but marqué rapporte des points à l'équipe ainsi qu'aux joueurs.
- Au rugby à XV, il y a quatre manière de marquer des points : un essai vaut cinq points, une transformation deux points, une pénalité trois points et un drop trois points.

### Dans les jeux
- À la belote, chaque carte rapporte un nombre de points variable, voir Valeur des cartes à la belote.